# Anika Noni Rose
Anika Noni Rose, född 6 september 1972 i Bloomfield, Connecticut, är en amerikansk sångare och skådespelare. Hon är känd för sin Tony Award-belönade roll i Broadwayproduktionen av Caroline, or Change , rollen som Lorrell Robinson i Dreamgirls, Tiana i Prinsessan och grodan och som Maddys mamma i Ingenting och allting.

## Filmografi (urval)
- 1999 – King of the Bingo Game
- 2000 – Leonard Bernstein's Mass at Vatican City
- 2003 – From Justin to Kelly
- 2004 – Temptation
- 2004 – Surviving Christmas
- 2006 – Dreamgirls
- 2008 – Just Add Water
- 2009 – Prinsessan och grodan
- 2010 – For Colored Girls
- 2013 – As Cool as I Am
- 2013 – Khumba
- 2013 – Half of a Yellow Sun
- 2017 – Ingenting och allting
- 2018 – Assassination Nation
- 2025 – Eyes of Wakanda (TV-serie)